# Baryton

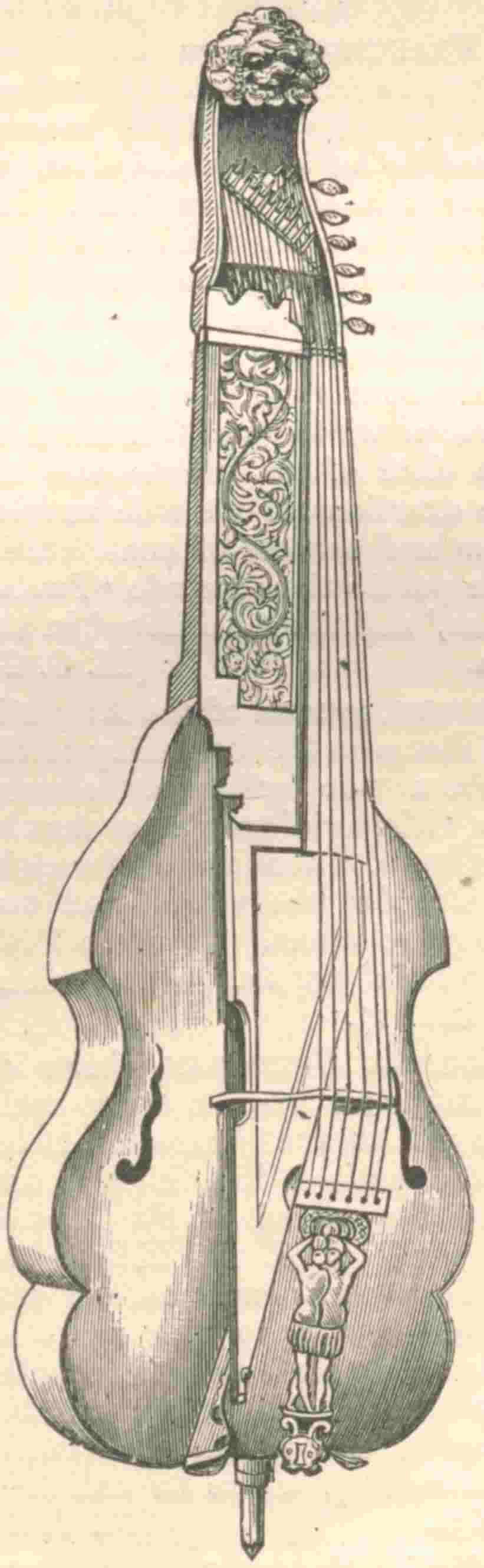
Baryton

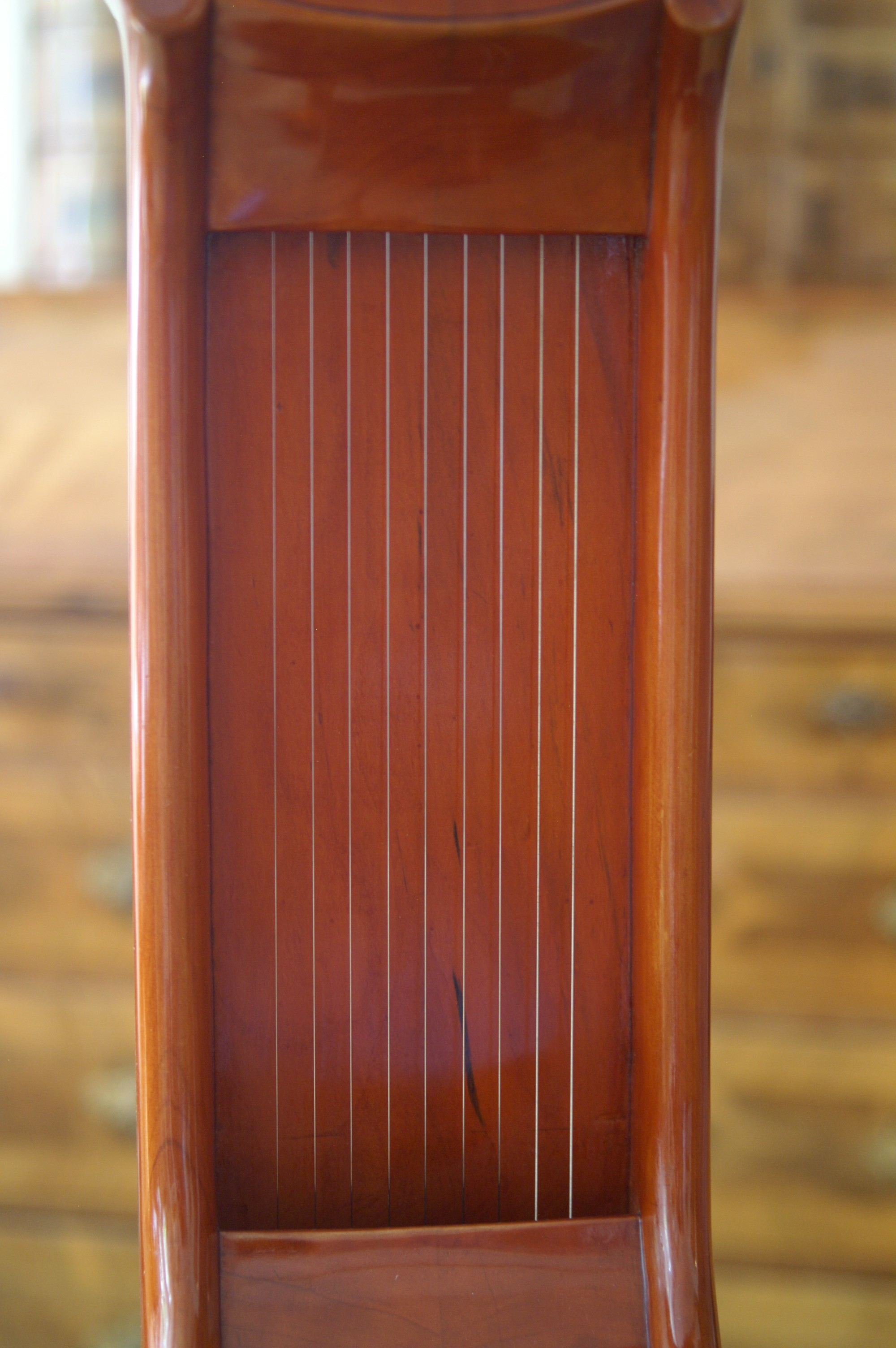
Offene Rückseite eines Halses zum Zupfen der Resonanzsaiten mit dem linken Daumen, der, wenn normal gegriffen wird auf dem linken, halbrunden Steg liegt.

Das Baryton (auch „der Baryton“; früher auch Pariton, Paridon, Barydon, Bordon; italienisch Viola (di) bordone oder bardone) ist ein Streichinstrument des frühen 17. Jahrhunderts, das vor allem im 18. Jahrhundert Verwendung fand. Zusätzlich zu den Spielsaiten besitzt das Baryton Resonanzsaiten, die mit der linken Hand gezupft werden können und ihm einen deutlichen Nachklang verleihen. Leopold Mozart nennt es „eines der anmuthigsten Instrumente“.

## Aufbau
Das Baryton hat die Größe und Stimmung (D G c e a d', auch E A d g h e') einer Tenor-Bass-Gambe. Eine siebte Saite auf Kontra-A ist selten, ihre Verwendung ist in der Musik des 18. Jahrhunderts nicht belegt – schon die D- und G-Saite kommen in der Literatur kaum vor. Das Instrument wird wie eine Gambe zwischen den Beinen gehalten. Der Bogen wurde je nach persönlicher Vorliebe des Spielers im Ober- oder Untergriff geführt. Nach Bedarf konnte ein metallener oder hölzerner Standfuß am Instrument verwendet werden, der Stachel.
Außer den Spielsaiten aus Darm sind metallene Resonanz-, Bordun- oder Aliquotsaiten über die Decke gespannt, ähnlich wie bei der Viola d’amore oder der Hardangerfiedel. Das Instrument des Prinzen Esterházy hat neun Resonanzsaiten, typisch in der Stimmung A d e fis g a h cis’ und d’. Sie verleihen dem Instrument einen scharfen, obertonreichen Klang, der es gut von den meistens verwendeten Begleitinstrumenten Viola und Violoncello absetzt. Die Metallsaiten können umgestimmt werden, um die Resonanz zu maximieren. Andreas Lidl, 1769 bis 1774 Cellist in der esterházyschen Hofkapelle, hat die Anzahl der Metallsaiten aus Messing auf 27 Stück erhöht. Ein Baryton „ex Lidl“ von Joachim Tielke 1687 ist im Londoner Horniman Museum erhalten (es ist nicht mehr im Originalzustand); besser erhalten ist das Instrument von 1686 im Victoria and Albert Museum, London, ebenfalls von Joachim Tielke. Schließlich existiert noch ein Fragment eines Barytons aus derselben Werkstatt. Die Resonanzsaiten sind entweder am Unterklotz an Stiften befestigt und werden über einen zweiten (meist schräg verlaufenden) Steg geführt – so bei dem abgebildeten modernen Nachbau. Häufig sind sie aber auch an Klötzchen befestigt, die ähnlich dem Steg einer Konzertgitarre auf die Decke aufgeleimt sind.
Einzigartig am Baryton ist jedoch, dass sein Hals an der Rückseite ein großes Fenster aufweist, durch das die etwa zehn metallenen Saiten mit dem Daumen der linken Hand gezupft werden können. Die entstehenden Klänge sind denen eines Cembalos oder einer Mandoline ähnlich. Beim frühbarocken Baryton lagen die Resonanzsaiten eher im Bereich der Kontra-Oktave, während die Spielsaiten aus Darm meist eine Terz höher gestimmt waren. Der Sinn lag darin, Arien mit einem gezupften Bass und ein bis zwei gestrichenen Stimmen begleiten zu können. Bei den Barytonwerken von Joseph Haydn stehen unter manchen Noten kleine arabische Zahlen. Die so bezeichneten Noten werden nicht gestrichen, sondern mit dem Daumen angezupft. Gleichzeitig weisen die jeweiligen Zahlen auf die Saitenfolge und auf die jeweilige Stimmung der Resonanzsaite hin. Erhöht man die Zahl der Resonanzsaiten, so sind zwar auch chromatische Begleitungen möglich, doch wird das ohnehin kompliziert zu spielende Instrument dadurch völlig unhandlich, wie schon Schilling 1842 in Hinsicht auf den Virtuosen Sebastian Ludwig Friedel beschreibt: „... allein der Hals, wie das Griffbrett und die versteckte Harfe [gemeint sind die Resonanzsaiten] waren von so breitem Umfange, dass wohl schwerlich in der Schöpfung Hände aufzufinden gewesen wären, die beides gleichzeitig behandeln konnten.“
Die Faszination des Barytons im ausgehenden 18. Jahrhunderts, dem sogenannten „Zeitalter der Empfindsamkeit“, hat auch einen philosophisch-psychologischen Grund. Die Mechanik galt damals als „Wunderwissenschaft“. Man hatte das Phänomen der Schwingungen verstanden und deren Ausbreitung auf andere Körper. Diese Erkenntnisse der Resonanz übertrug man auf die Seelenverwandtschaft – die Sympathie (im Englischen heißen die Resonanzsaiten sympathetic strings), die sich nur dann zeigt, wenn die Schwingungen der einen Seele von der anderen übernommen werden. Im Baryton ist dies sinnfällig zwischen den beiden konträren Materialien Darm und Metall gegeben, die sich gegenseitig zum Schwingen anregen.

### Varianten

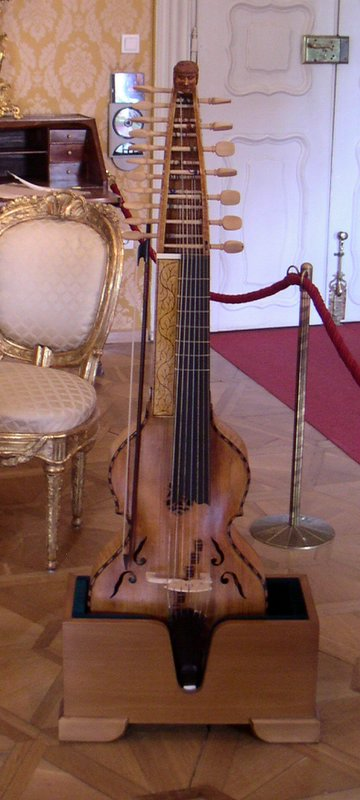
Kopie des Instruments des Prinzen Esterhazy, ausgestellt in Eisenstadt

Das Instrument des Prinzen Nikolaus von Esterházy darf wohl als beispielgebend angesehen werden und prägend für ein „Familienaussehen“. Auch heutige Nachbauten orientieren sich meist an diesem Vorbild und ähnlichen, obwohl ein solches wenig verbreitetes Instrument geradezu zu Experimenten und eigenen Kreationen herausfordert. Das abgebildete Instrument im Besitz von Manfred Herbig wurde 1973 von Wolfgang A. Uebel in Celle nach historischen Vorbildern gebaut. Zum Familienaussehen des Barytons gehören die Form des Korpus, die Flammenlöcher und die Rosette. Der „Singende Bauer“ als oberer Abschluss, hier nach einem Instrument von Simon Schödler in Brüssel, kennzeichnet den Instrumententypus wie die Schnecke die Violinfamilie oder der Cupido (Amor) die Viola d’amore. Der Korpus ist nach Gambenart konstruiert und hat einen flachen Boden mit einem Knick im oberen Bereich.

## Verbreitung
Das Baryton war immer ein seltenes Instrument, das im ausgehenden 18. Jahrhundert in Süddeutschland und Österreich eine gewisse Verbreitung fand. Im Frühbarock und Barock wurde es außer in den Opern von Attilio Ariosti (1666–1729) kaum verwendet. Der prominenteste Barytonspieler war Nikolaus (Miklós) I. Fürst von Esterházy (1714–1790), genannt der „Prachtliebende“. Der Prinz verlangte laut Anstellungsvertrag von dem ab 1761 in seinen Diensten stehenden Joseph Haydn (1732–1809) regelmäßig Kompositionen „für die Gamba“. Insgesamt schrieb Haydn 175 Werke mit Baryton, darunter 126 Trios für Baryton, Viola und Cello. Die Forschung geht davon aus, dass der Prinz von 1765 bis 1775 intensiv spielte und danach sein musisches Interesse eher dem neuen Marionettentheater zuwandte. Seiner Leidenschaft ist es zu verdanken, dass das Instrument nicht vergessen wurde. Schon lange vor seiner Regierungszeit (1762–90) ließ er sich 1750 von Johann Joachim Stadlmann in Wien ein besonders kostbar ausgestattetes Instrument anfertigen mit aufwendigen Schnitzereien und einem Griffbrett aus Elfenbein und Ebenholz. Ein solcher Gegenstand war natürlich auch Repräsentationsstück und Kapitalanlage für die Schatzkammer – ein „Kabinettstück“. Andreas Lidl, 1769–1774 Cellist in der esterházyschen Hofkapelle, erregte in Paris, London und Deutschland Aufsehen und Anerkennung mit dem Baryton. Der letzte große Barytonsolist des 18. Jahrhunderts war Karl Friedrich Abel (1723–1787).
Mit der Änderung der Klangästhetik zu Beginn des 19. Jahrhunderts verschwand auch das Baryton fast gänzlich. Der böhmische Cellist, Dirigent und Komponist Vinzenz Hauschka (1766–1840) wurde in Wien unter anderem als Barytonspieler bewundert. In Berlin feierte man den aus Mannheim stammenden königlich-preußischen Cellisten Sebastian Ludwig Friedel (1768 – ca. 1830) auch als außerordentlichen Barytonisten (Schilling). Er besaß das nun im Victoria & Albert Museum aufbewahrte Instrument von Joachim Tielke, 1686 (mit Löwenkopf, flankiert von zwei Drachen) und hat die Anzahl der Resonanzsaiten nach mehreren Umbauten auf 22 erhöhen lassen. Dieses Instrument ist in der Zeichnung (oben rechts) abgebildet. Friedel erhielt es zunächst als „Darleihen“ aus der Hand des Kurfürsten Carl Theodor in Mannheim. Vorbesitzer war König Maximilian von Bayern in München (Hellwig).
Im Rahmen der „ersten Renaissance historischer Instrumente und Aufführungspraktiken“ zu Anfang des 20. Jahrhunderts erfuhr neben der Viola da gamba auch das Baryton eine Wiederbelebung. Als frühe Protagonisten seien hier Christian Döbereiner, Karl Maria Schwamberger, János Liebner, August Wenzinger und Johannes Koch genannt.

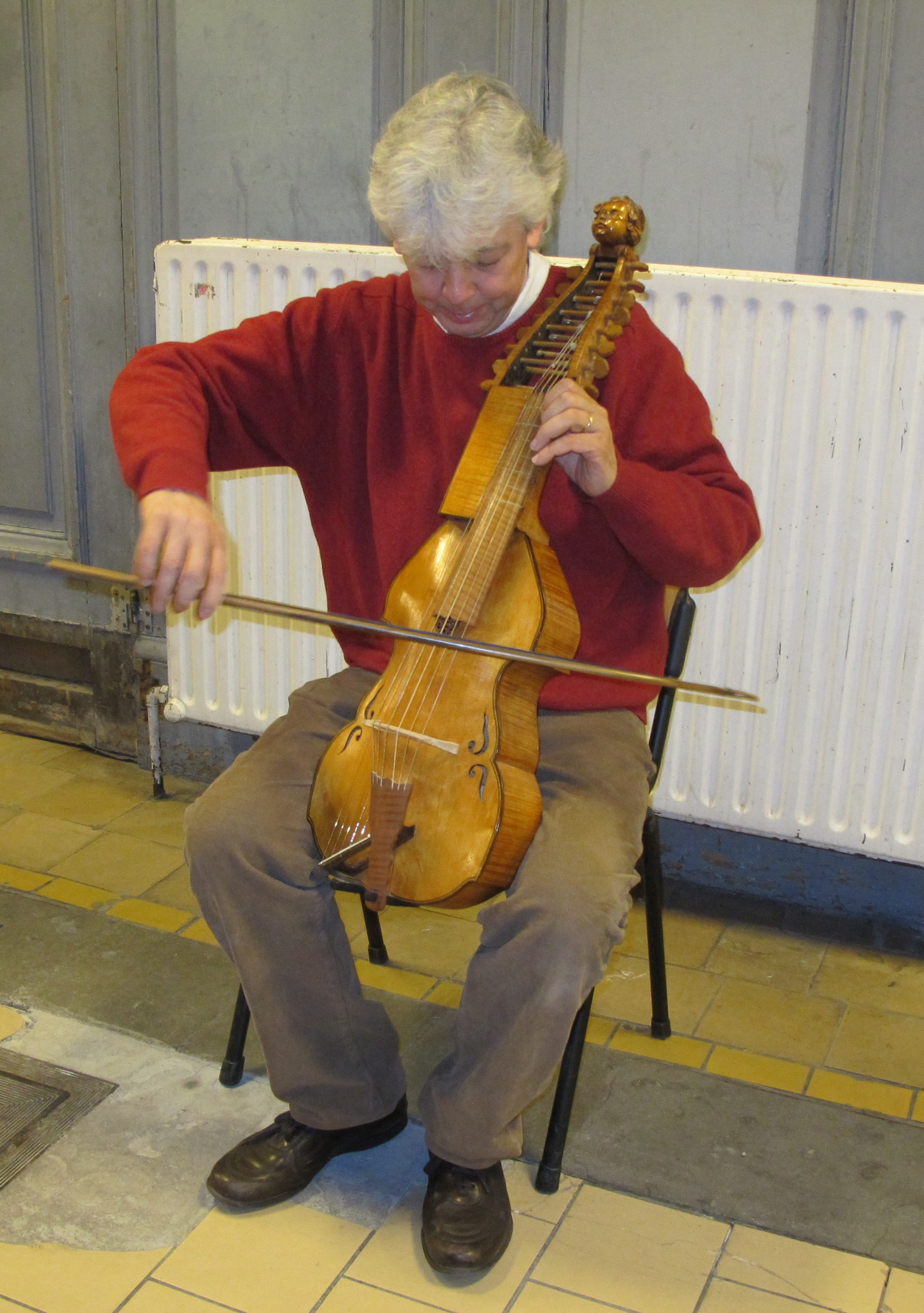
Nachbau Diskant-Baryton

## Kompositionen
Die 176 Werke mit Baryton von Joseph Haydn wurden bereits erwähnt. Darunter sind auch Duette für zwei Barytone, zwei Quintette (Barytontrio und zwei Hörner), sechs Oktette (Streichquartett, Baryton, Kontrabass, zwei Hörner), Konzerte mit dreistimmigem Streichorchester und mehr. Prinz Nikolaus I. Fürst von Esterházy bestellte auch Werke mit Baryton bei anderen Komponisten, so 24 Trios bei Luigi Tomasini, dem Konzertmeister in der von Haydn geleiteten Hofkapelle. Nur drei davon sind mit Viola, die anderen mit Violine besetzt. Ein 25. Barytontrio fand Alfred Lessing im Kloster Heiligenkreuz bei Wien. Auch sind 24 Trios jeweils von Joseph Burgksteiner (?) und Anton Neumann (1740–1776) erhalten. Andreas Lidl (ca. 1740–1789, fälschlicherweise auch Anton genannt), 1769–1774 Cellist in der esterházyschen Hofkapelle, veröffentlichte sechs Trios als opus 1 in London 1776, weitere sechs Trios in Paris und noch einmal sechs in London (siehe RISM). Obwohl diese für Violine oder Flöte in der ersten Stimme veröffentlicht wurden, ist davon auszugehen, dass Lidl sie auf dem Baryton spielte, denn Haydn selbst hatte bereits diesen Weg der Publikation gewählt. Die Werke mit Baryton von Sebastian Ludwig Friedel wurden wohl nie gedruckt (Schilling) und scheinen daher unzugänglich, wenn nicht verschollen. Von Vinzenz Hauschka (1766–1840) werden fünf Quintette (Baryton, Streichquartett) und fünf Duette (Baryton, Cello) genannt, diese gelten als verschollen.
In den frühen 1960ern entdeckte der ungarische Barytonist und Komponist Janós Liebner (* 1923) in Wien das Manuskript einer Serie italienischer Canzonetti, signiert „Vincenzo Hauschka“, für diverse Singstimmen mit Barytonbegleitung, und führte einige in den Folgejahren auch öffentlich auf.
Mit der Wiederentdeckung des Barytons im 20. Jahrhundert wurden auch wieder Werke komponiert. 1979 und 1983 schrieb Manfred Herbig für sein „Braunschweiger Barytontrio“ zwei dreisätzige Trios. 1984 entstand eine Solokantate für Tenor, Barytontrio und Cembalo (Jesus in der Wüste). Manfred Spiller, Wolfenbüttel, schrieb vier Trios, und Heinz-Albert Heindrichs, Gelsenkirchen, die originellen Bagatellen in einem Satz für das „Braunschweiger Barytontrio“. Das Trio Maria Aegyptiaca von Wolfgang Andreas Schulz, benannt nach dem Wandgemälde von Tintoretto in Venedig, wurde vom „Braunschweiger Barytontrio“ 1984 uraufgeführt. Peter Michael Hamel schrieb für Jörg Eggebrecht Mittlerer Frühling: sechs Duo-Miniaturen für Viola und Baryton, worin er die 16 Resonanzsaiten auf unterschiedliche Weise einsetzt. In den 1960er und 1970er Jahren wurde etwa ein Dutzend zeitgenössischer Werke für Janós Liebner komponiert, so unter anderem vom Franzosen Henri Tomasi (Troubadours 1967), vom Engländer Clive Muncaster (durchgehende obligate Solopartie im Oratorium The Hidden Years sowie zwei Arien daraus für Sopran mit Barytonbegleitung 1968), von den Ungarn György Ránki (Solostücke 1959) und Ferenc Farkas (Sonatina all' antica 1962, Concertino 1964, fünf Troubadour-Lieder für Sopran und Baryton 1968, Bakfark-Variationen für Baryton-Solo 1971), von den Deutschen Hoffmann (Konzert) und Grabs (Sonate), von den Österreichern Eder de Lastra (Solostücke) und Dallinger (Sonate), sowie zwei autorisierte und gewidmete Transkriptionen von Frank Martin (Chaconne, Sonata da Chiesa).
Es sind keine näheren Angaben bekannt über ein 1985 geschriebenes Barytontrio von Sándor Veress (1907–1992) und ein Konzert (Divertimento concertante 1971) für Baryton und Kammerorchester von Janós Liebner.
Árpád Pejtsik hat einige Baryton-Duos von Haydn rekonstruiert und für zwei Violoncelli umgeschrieben.